# Xanthorhoe borbonicata
Xanthorhoe borbonicata là một loài bướm đêm trong họ Geometridae.